# Monastero Aung Zabu
Il monastero Aung Zabu (in birmano အောင်ဇမ္ဗူတောရဓမ္မရိပ်သာ, Aung Zabu Tawya Dhamma Yeiktha) è un monastero buddista situato a Hmawbi, nella Regione di Yangon in Birmania.
Costruito su 30 ettari di territorio, il monastero fu aperto nel 2012, ed è principalmente noto perché al suo interno sono collocate 301 antiche statue raffigurati il Buddha, che lo rendono meta di pellegrinaggio di persone provenienti da tutta la Birmania: ogni settimana è visitato da circa 10 000 persone.

## Controversie
Il monastero è stato oggetto di controversie: in particolare, è stato criticato perché i monaci che lo gestiscono avrebbero tenuto comportamenti più vicini a quelli di un'impresa commerciale piuttosto che a quelli di un edificio religioso. Per esempio, all'interno del complesso sono inclusi una galleria commerciale e un piccolo zoo, insieme ad altre attrazioni d'interesse. Nel 2023, inoltre, fu criticato l'abate del monastero perché aver organizzato una festa di compleanno di un monaco al lussoso Lotte Hotel di Yangon, in un periodo di scontri civili che attraversavano il Paese.